# Ion Văduva
Ion Văduva (n. 25 noiembrie 1936 – d. 11 iulie 2023) a fost un matematician și informatician român. A absolvit în anul 1960 Facultatea de Matematică a Universității din București și în anul 1968 a obținut doctoratul în matematică (cu teza Contribuții la teoria estimațiilor statistice ale densităților de repartiție și aplicații) la Academia Română sub îndrumarea academicianului Gheorghe Mihoc. În anul 1969 a obținut și un Master of Science în Automatic Computation la Institute of Science and Technology, Universitatea din Manchester din Regatul Unit, cu teza: Computer generation of random variables for queueing systems, illustrated by a machine interference problem.

## Biografie
Între anii 1960 și 1964 a lucrat ca cercetător științific la Institutul de Matematică „Simion Stoilow” al Academiei Române. Din  1964 și până în 1970 a fost cercetător principal și apoi șef de sector la Centrul de Statistică Matematică tot la Academia Română. A început cariera didactică în anul 1970, având o activitate de peste 37 de ani la Facultatea de Matematică și Informatică din Universitatea București. Începând cu anul 1971 a condus doctorate în  Informatică și Statistică la  Facultatea de Matematică și Informatică din Universitatea București. A supervizat până în prezent (septembrie 2008) 56 doctoranzi români și străini. 
În decursul timpului a fost invitat la diferite instituții de cercetare și învățământ din lume: GMD-Bonn (germană GMD-Forschungszentrum Informationstechnik) (3 luni în 1974 și o lună în 1976); Sheffield Hallam University ( Marea Britanie, 2 luni în 1992); Technische Universität Darmstadt (Germania, 3 luni în 1993); 
Profesorul Văduva a participat la manifestări științifice internaționale la  Stockholm (1966); Cambridge si Sheffield (1969); Lancaster (1971); Berlin (1963), Leipzig (1964), Rostock (1966), Magdeburg (1971), Dresden (1974), Bonn (1976), Aachen (1981), Karlsruhe (1990), Hamburg (1993), Darmstadt (1998, 2003)Bad Tanzmansdorf  (Austria)(1983), Praga (1984); Sofia (1963, 1995, 1999); Rusia (1971, 1988); Varșovia (1984); Budapesta, Debrecen, Szeged (1967, 1978, 1979); Padova (1996, 1999, 2002); Salamanca (Spania) (2001); Patras (Grecia) (1999); Paris (2001); Leuven (2001); Delft (2002).

## Volume individuale, sau la care a fost coautor
În cariera de 47 de ani în slujba cercetării științifice și învățământului românesc de matematică și de informatică profesorul Văduva  a scris o gamă largă de publicații. Amintim aici:

- I. Văduva "Analiza dispersională", Ed.Tehnică, București,1970, 260 p.
- I. Văduva, N. Popoviciu "Introducere în programarea automată cu aplicații la cercetarea științifică" Ed. Did. Ped., București, 1973, 220 p.;
- I. Văduva "Dicționar statistic economic" (Capitolul de statistica matematica), 1969, Editat de DCS;
- I. Văduva, C. Dinescu, B. Săvulescu "Metode matematice de organizarea și conducerea producției, (Partea I)", Ed.Did.Ped., București, 1973, 318 p.;
- I. Văduva, C. Dinescu, B. Săvulescu "Metode matematice de organizarea și conducerea producției, (Partea II)", Ed. Did. Ped., București, 1974, 280 p.;
- I. Văduva "Modele de simulare (cu Appendix RAVAGE)", Centrul Mult. Univ., București, 1976, 173 p.;
- I. Văduva "Modele de simulare cu calculatorul", Ed.Tehnică, București, 1977, 358 p.;
- I. Văduva "Tehnici de analiza și proiectarea sistemelor informatice. Tabele de decizie", Centrul Mult. Univ., București, 1978, 80 p.;
- I. Văduva "Sisteme informatice", Centrul Mult. Univ. Buc., 1981, 370 p.;
- I. Văduva, I. Odagescu, M. Stoica "Simularea proceselor economice", Ed. Tehnică, București, 1983, 284 p.;
- I. Văduva, M.Lovin, M.Bogdan, D.Panaite "Limbajul SIMUB, manual de referință", Centrul Mult.Univ., București, 1982, 286 p.;
- I. Văduva, Il.Popescu, St.Ștefănescu, Gh.Petrescu, V.Stoica "Exerciții și probleme de simulare" Centrul Mult. Univ., București, 1983, 370 p.;
- I. Văduva, E. Perjeriu "Îndrumar pentru lucrări de laborator la cursul de Bazele informaticii, anul I", Centrul Mult. Univ., București, 1986, 252 p.;
- I. Văduva, T.Balanescu, H.Georgescu, S.Gavrila, M.Gheorghe, L.Sofonea "Concepte moderne de programare in limbajul PASCAL", Ed. 1 și 2, Centrul Mult. Univ., București, 1979, 189 p.;
- I. Văduva, M.Popa "Culegere de exerciții de sisteme informatice" Centrul Mult.Univ., București, 1984, 374p.;
- I. Văduva, T. Bălănescu, H. Georgescu, S.Gavrilă, M. Gheorghe L.Sofonea "Pascal și turbo Pascal, Vol 1, Limbajul Pascal, Concepte fundamentale", Ed. Tehnică, București, 1992, 256 p.;
- I. Văduva, T. Bălănescu, H. Georgescu, S.Gavrilă, M.Gheorghe, L.Sofonea "Pascal și Turbo Pascal, Vol 2, Limbajul turbo Pascal" Ed.Tehnică, București, 1992, 575 p.;
- I. Văduva, "Bazele Informaticii", Ed. Tehnică, București, 1997, 260p. (cu Gh. Barbu și M. Boloșteanu)
- I. Văduva, "Fiabilitatea programelor", București, Ed.Universității din București, 2003, 160 p., ISBN 973-575-717-6.
- I. Văduva, G. Albeanu, "Introducere în modelarea Fuzzy", București, Ed.Universității din București, 2004, 160 p., ISBN 973-575-833-4.
- I. Văduva, "Modele de simulare", București, Ed.Universității din București, 2004, 190 p

## Premii
- În anul 1977  a fost distins cu prestigiosul premiu Simion Stoilow al Academiei Române.